# Stormo aereo imbarcato

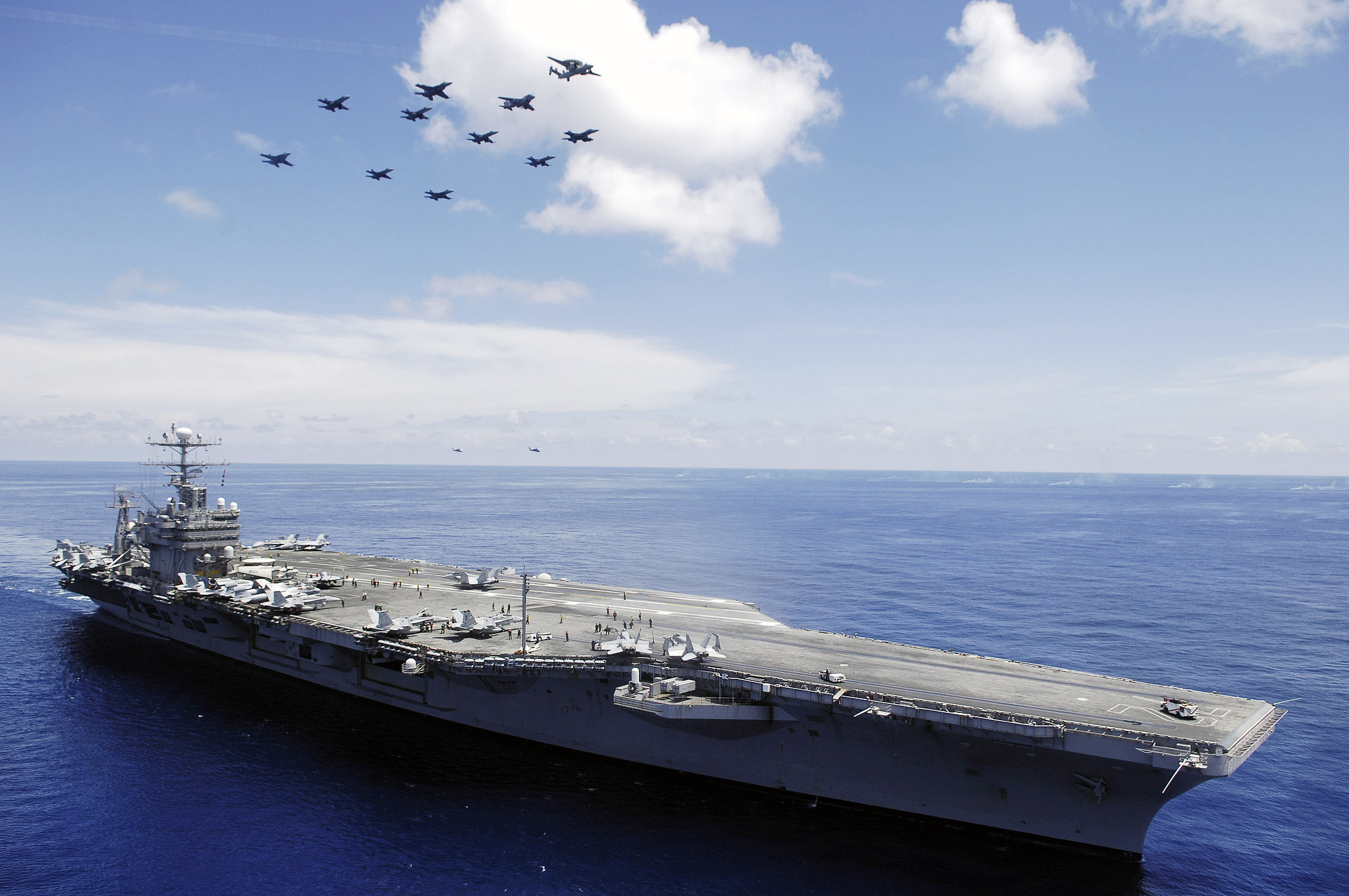
Velivoli del Carrier Air Wing Two mentre sorvolano in formazione la USS Abraham Lincoln

Lo stormo aereo imbarcato (in inglese: Carrier Air Wing, abbreviato CVW) è l'organizzazione operativa dell'aviazione navale statunitense. Esso è composto da diverse squadriglie di aeromobili (Squadron – Sqn.) e distaccamenti (Air Detachment – Det.) di vari tipi di velivoli ad ala fissa, ad ala rotante e APR.

## Storia
Fino al 1963 lo stormo aereo imbarcato era conosciuto come gruppo aereo imbarcato (Carrier Air Groups; abbreviato: CVG). Gli stormi aerei imbarcati sono quelli che l’USAF chiamerebbe stormi "compositi" e non vanno confusi con quelli della US Navy suddivisi per tipologia (come Strike Fighter Wing Atlantic), che sono principalmente comandi amministrativi e di addestramento composti da squadriglie dello stesso tipo di aeromobili basati a terra quando non schierati a bordo.

## Organizzazione

### Nella U.S. Navy
Organizzati, equipaggiati e addestrati per condurre moderne operazioni aeree dalle portaerei della US Navy, durante il loro imbarco a bordo, le varie squadriglie dello stormo svolgono missioni differenti ma complementari (e talvolta sovrapposte) fornendo la maggior parte della potenza d'attacco e delle capacità di guerra elettronica del gruppo di battaglia della portaerei (CVBG). Nonostante il termine CVBG sia ancora utilizzato da altre nazioni, nel gergo statunitense (e anche britannico) il CVBG è ora noto come gruppo d'attacco della portaerei (Carrier Strike Group – CSG).

### Neimarine
L'organizzazione a livello di comando equivalente a un CVW del Corpo dei Marine degli Stati Uniti è il gruppo aereo dei marine (Marine Aircraft Group – MAG). Tuttavia, i MAG sono basati a terra (con capacità in mare) e possono contenere qualsiasi combinazione di squadriglie di aerei e unità di supporto dell'aviazione.

## Gli stormi aerei imbarcati attivi oggi
Nel codice dipinto sulla coda, gli stormi della flotta atlantica portano una "A" come prima lettera identificativa, mentre quelle della flotta del Pacifico hanno una "N". La "A" o la "N" è seguita da una lettera che identifica in modo univoco lo stormo di appartenenza (ad esempio, gli aerei del CVW-1, parte della flotta atlantica, come codice di coda hanno "AB").

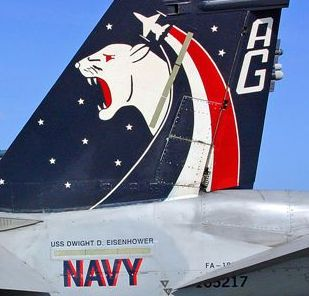
Il codice "AG" sulla coda indica l’appartenenza dell’aereo al CVW-7 dell’Atlantic Fleet. La nave assegnata è anch’essa indicata sulla coda sotto la deriva

| Stormo | Distintivo | Codice | Portaerei assegnata      | Base         |
| ------ | ---------- | ------ | ------------------------ | ------------ |
| CVW-1  |            | AB     | USS Harry S. Truman      | NAS Oceana   |
| CVW-2  |            | NE     | USS Carl Vinson          | NAS Lemoore  |
| CVW-3  |            | AC     | USS Dwight D. Eisenhower | NAS Oceana   |
| CVW-5  |            | NF     | USS Ronald Reagan        | NAS Lemoore  |
| CVW-7  |            | AG     | USS George H.W. Bush     | NAS Oceana   |
| CVW-8  |            | AJ     | USS Gerald R. Ford       | NAS Oceana   |
| CVW-9  |            | NG     | USS Abraham Lincoln      | MCAS Iwakuni |
| CVW-11 |            | NH     | USS Theodore Roosevelt   | NAS Lemoore  |
| CVW-17 |            | NA     | USS Nimitz               | NAS Lemoore  |